# Miguel Ángel Rubiano
Miguel Ángel Rubiano Chávez (Bogotà, 3 ottobre 1984) è un ciclista su strada colombiano che corre per il team Bialini Gomola CCN. Attivo tra gli Elite dal 2006, ha vinto una tappa al Giro d'Italia 2012.

## Carriera
Da dilettante, con la Centri della Calzatura di Montegranaro, vince nel 2005 il Giro Ciclistico Pesche Nettarine di Romagna e il Giro del Veneto e delle Dolomiti. Passa professionista a inizio 2006 con la Ceramiche Panaria-Navigare di Bruno Reverberi; nel 2008 torna nelle Marche alla Centri della Calzatura-Partizan, divenuta squadra prof. Veste poi le maglie di Meridiana-Kamen e, nel 2011, della D'Angelo & Antenucci-Nippo (erede della Centri della Calzatura). I principali successi nella prima parte di carriera sono una tappa al Doble Sucre Potosi GP Cemento Fancesa e una alla Okolo Slovenska (poi ritirata) nel 2008, e una tappa al Tour de San Luis, una tappa alla Okolo Slovenska, una tappa e la classifica generale del Tour de Hokkaido nel 2011.
Nel 2012 passa all'Androni Giocattoli-Venezuela di Gianni Savio. L'11 maggio 2012 vince la sesta tappa del Giro d'Italia, da Urbino a Porto Sant'Elpidio, in solitaria. Nel 2014, passato al team Colombia di Claudio Corti, vince il titolo nazionale in linea, mentre nel 2016, con la maglia della cinese Gansu Bank, si aggiudica una frazione al Tour of Qinghai Lake.

## Palmarès
- 2005 (Centri della Calzatura, Under-23, nove vittorie)

Coppa Varignana
2ª tappa Giro Ciclistico Pesche Nettarine di Romagna (Sassoleone > Imola)
Classifica generale Giro Ciclistico Pesche Nettarine di Romagna
Trofeo Maria Santissima Delle Grazie - Cantalice
1ª tappa Giro del Veneto e delle Dolomiti (Grigno > Pian Longhi Nevegal)
3ª tappa Giro del Veneto e delle Dolomiti (Forno di Zoldo > Zoldo Alto)
Classifica generale Giro del Veneto e delle Dolomiti
Gran Premio Colli Rovescalesi
Gran Premio Città di Vetralla
- 2007 (Ceramica Panaria - Navigare, una vittoria)

3ª tappa Clásica Ciudad de Girardot (Nariño > Ricaurte, cronometro)
- 2008 (Centri Della Calzatura-Partizan, una vittoria)

4ª tappa Doble Sucre Potosi GP Cemento Fancesa (Sucre > Sucre)
1ª tappa Okolo Slovenska (Zvolen > Zvolen)
- 2010 (Team Meridiana - Kamen, una vittoria)

2ª tappa Circuito de Cómbita (Cómbita)
- 2011 (D'Angelo Antenucci-Nippo Corporation, tre vittorie)

6ª tappa Tour de San Luis (La Huertita > La Carolina)
3ª tappa Okolo Slovenska (Rajec > Liptovský Mikuláš)
4ª tappa Tour de Hokkaido (Murenuma > Murenuma, cronometro)
- 2012 (Androni Giocattoli - Venezuela, una vittoria)

6ª tappa Giro d'Italia (Urbino > Porto Sant'Elpidio)
- 2014 (Team Colombia, una vittoria)

Campionati colombiani, Prova in linea
- 2016 (China Continental Team of Gansu Bank, una vittoria)

1ª tappa Tour of Qinghai Lake (Xining > Xining)
- 2018 (Coldeportes Zenu Sello Rojo, una vittoria)

1ª tappa Clásico RCN

### Altri successi
- 2006 (Ceramica Panaria - Navigare)

Classifica giovani Giro del Trentino
Classifica scalatori Rothaus Regio-Tour International
- 2009 (Centri Della Calzatura-Partizan)

Classifica giovani Coppa Italia
- 2010 (Team Meridiana - Kamen)

Criterium di Tuta
- 2012 (Androni Giocattoli - Venezuela)

Classifica scalatori Tour de San Luis
Classifica scalatori Settimana Internazionale di Coppi e Bartali

## Piazzamenti

### Grandi Giri
- Giro d'Italia

2006: 103º
2012: 62º
2013: 45º
2014: 101º
- Vuelta a España

2015: 70°

### Classiche monumento
- Milano-Sanremo

2013: ritirato
2015: 155º
- Liegi-Bastogne-Liegi

2014: 104º
- Giro di Lombardia

2007: ritirato
2012: 23º
2013: 43º
2014: 53º
2015: 42º

### Competizioni mondiali
- Campionati del mondo

Madrid 2005 - In linea Under-23: 31º
Salisburgo 2006 - In linea Under-23: 32º
Mendrisio 2009 - In linea Elite: 37º
Copenaghen 2011 - In linea Elite: 128º
Limburgo 2012 - In linea Elite Elite: ritirato
Toscana 2013 - In linea Elite Elite: ritirato
Ponferrada 2014 - In linea Elite: ritirato